# Rohan Abeyaratne
Rohan Abeyaratne (singhalesisch රොහාන් අබේරත්න; * 7. Oktober 1952 in Sri Lanka) ist ein US-amerikanischer Ingenieurwissenschaftler für Hydrodynamik und Aerodynamik. Er ist Professor für Mechanik (Quentin Berg Professor) am Massachusetts Institute of Technology (MIT).
Er ist der Sohn eines hohen Staatsbeamten in Sri Lanka (L. B. Abeyaratne), besuchte das Royal College in Colombo und studierte an der University of Ceylon mit dem Bachelor-Abschluss 1975, wobei er die E. O. E. Pereira Goldmedaille der Universität erhielt. Danach setzte er sein Studium am Caltech fort mit dem Master-Abschluss 1976 und der Promotion 1979. Er ist Professor am MIT. 2001 bis 2008 leitete er dort die Abteilung Mechanical Engineering und ab 2009 war er Direktor des SMART-Centre, der Singapore-MIT Alliance for Research and Technology, einer Kooperation von MIT mit Universitäten in Singapur.
Er befasste sich mit Kontinuumsmechanik, speziell Nichtgleichgewichts-Verhalten von Festkörpern, Instabilitäten und Spannungs-induzierte Phasentransformationen.  Als Pädagoge ist er mehrfach ausgezeichnet worden (Den Hartog Distinguished Educator Award 1995, MacVicar Fellow des MIT 2000). 2010 erhielt er die Daniel C. Drucker Medal. Er ist Fellow der American Society of Mechanical Engineers und der American Academy of Mechanics, deren Präsident er 2007–2008 war.

## Schriften
- mit James K. Knowles Evolution of phase transitions: a continuum theory, Cambridge University Press 2006
- Herausgeber mit James Casey: Finite Thermoelasticity, ASME 1999
- Lecture Notes on the Mechanics of Elastic Solids, MIT, Teil 1, pdf, Teil 2, pdf